# عوز المتممة
عوز المتممة أو نقص المتممة (بالإنجليزية: Complement deficiency) هو نقص مناعي لجملة المتممة، تنتج من الغياب التام لمكون من مكونات جملة المتممة أو الأداء غير المأمول لواحدة من بروتينات النظام. لا تُشخَّص أغلب اضطرابات المتممة؛ بسبب الإطناب والتكرار الذي تتميز به وظائف وأدوات الجهاز المناعي، تُقدر بعض الدراسات النسبة المتعارف عليها من اضطرابات جملة المتممة بأقل من 10%. يشير مصطلح فقر المتممة إلى نقص مستويات جملة المتممة بصورة عامة، بينما يشير مصطلح اضطرابات المتممة الثانوية إلى نقص مستويات المتممة غير المرتبطة مباشرةً بأسباب وراثية، ولكنها حدثت ثانويًا على حالة طبية أخرى.

## الأعراض والعلامات
تتسق الأعراض (والعلامات) التالية مع حالة عوز المتممة في العموم:
- العدوى المتكررة
- اضطرابات المناعة الذاتية
- التهاب كبيبات الكلى
- مشاكل المفاصل (عرض)
- وظيفة الرئة (ألائل إم بي إل المتنوعة)
- الوذمة الوعائية
- التهاب العضلات والجلد
- التهاب وعائي
- فرفرية هينوخ-شونلاين (فرفرية تأقانية)

### المضاعفات
يزيد عوز المكونات النهائية من المتممة قابلية الإصابة بالعدوى النيسرية. لذلك تكون لقاحات الكائنات المغلفة (مثل لقاحات النيسرية السحائية والمكورة الرئوية) ضرورية لمنع العدوى في حالة الإصابة بعوز المتممة.

## الأسباب
عوز المتممة مرض وراثي (بالرغم من وجود بعض الحالات المكتسبة الحادثة بعد العدوى). أغلب حالات عوز المتممة جسمية متنحية من الناحية الوراثية، بينما قد يكون نقص البروبيردين مرتبطًا بالصبغي X، وقد يحدث عوز مسار الليكتين المتعلق بالمانوز أو إم بي إل تبعًا لكلا النمطين من الوراثة.

### النوع الوراثي
- نقص البروبيردين هو اضطراب وراثي مرتبط بـX يسبب زيادة قابلية الإصابة بالعدوى النيسرية. [10]
- نقص مثبط سي-1 أو الوذمة الوعائية الوراثية تتميز بنسب قليلة من سي-4 ومستويات طبيعية من سي-1.[11]

### النوع المكتسب
يحدث فقر المتممة المكتسب في حالات عدوى العظام (التهاب العظم والنقي)، أو عدوى بطانة القلب (التهاب الشغاف)، ووجود الغلوبيولينات البردية في الدم. يرتبط مرض الذئبة الحمراء بمستويات منخفضة من المكون المتمم 3 (C3) والمكون المتمم 4 (C4)، يرتبط التهاب كبيبات الكلى متوالد الغشاء بمستويات منخفضة من المكون المتمم 3.

## الآلية
تتكون آلية عوز المتممة من:
- المكون الثاني للمتممة C2: هناك خمس طفرات في جين C2 مسؤولة عن حدوث المرض. تقل كفاءة المناعة وتزيد احتمالية العدوى نتيجة لذلك. من الطفرات الشائعة تلك التي تحذف 29 من نيوكليوتيدات الدنا من جين C2. فيغيب بروتين المكون الثاني للمتممة ولا يتمكن من مساعدة إنزيم كونفيرتيز (محول) المكون الثالث للمتممة. يقلل ذلك من كفاءة الاستجابة المناعية أو يؤجلها.[14]
- المكون الثالث للمتممة C3: وجد أن هناك 18 طفرة في جين C3 مسؤولة عن المشكلات الحادثة به. تتسبب تلك الحالة النادرة في منع البروتين الثالث المكون للمتممة من التكون أو تسبب تكونًا مختلًا منه، ما يقلل من قدرة جهاز المناعة على الحماية.[15]
- المكون الرابع للمتممة C4: يرتبط نقص المكون الرابع للمتممة بمرض الذئبة الحمراء. نشواني بيتا هو بروتين ذو دور مرض الزهايمر، وقد يسبب تفعيل C4 (حتى في حالة نقص C1q). تشير دراسة واحدة على الأقل إلى أن الاختلاف الوراثي لـC4 يلعب دورًا في الفصام.[16][17][18]

## التشخيص
الاختبارت التشخيصية التي يمكن إجراؤها لتحديد إصابة الفرد بنقص المتممة هي:
- قياس النشاط الكلي للمتممة
- الاختبارات الكيميائية المناعية
- مسح عوز المكون الثالث للمتممة
- الليكتين الملتصق بالمانوز (دراسة معملية)
- مستويات البروتينات المنظمة في البلازما (دراسة معملية)

### الأنواع
قد تؤدي الاضطرابات الحادثة في البروتينات المثبطة لجملة المتممة (مثل مثبط سي1) إلى استجابة مفرطة، مسببة حالات مثل الوذمة الوعائية الوراثية.
قد تؤدي الاضطرابات في البروتينات المنشطة لجملة المتممة (مثل C3) إلى استجابة فقيرة، مسببة زيادة القابلية للعدوى.

## العلاج
يُستخدم العلاج المثبط للمناعة بناءً على المرض المطروح لعلاج حالة عوز المتممة. يُستخدم مُركَّز مثبط سي1 في علاج الوذمة الوعائية.
يجب تناول لقاحات مانعة للمستديمة والمكورة الرئوية للمرضى بعوز المتممة. يمكن استخدام حمض الأمينوكابرويك لعلاج نقص مثبط سي1 الوراثي، بالرغم من الأعراض الجانبية الممكنة مثل تخثر الدم الوعائي.

## الانتشار الوبائي
يتميز عوز المتممة C2 بإصابة 1 لكل 20 ألف شخص في الدول الغربية.